# إبراهيم عرفة
إبراهيم عرفه (1905 - 6 فبراير 1938) هو ممثل كوميدي مصري.

## حياته ونشأته
من مواليد 1905. بدأ نشاطه الفني عام 1935 مع فوزي الجزايرلي في فيلم «الدكتور فرحات» ثم عام 1936 في فيلم «الساعة 7» مع علي الكسار، وبرغم قلة عدد مشاهده وقصرها لكنه قام بدور ساعي المكتب بخفة ظل.   
تعرض لحادث قطار في 6 فبراير 1938 تسبب في قتله وهو في عمر 33 سنة.

## أعماله
فيلم «الدكتور فرحات» للمخرج توجو مزراحي عام 1935، (قام بدور خادم فندق)
فيلم «الساعة 7» للمخرج توجو مزراحي عام 1937، (قام بدور عطية الأخرس)
فيلم «أنا طبعي كده» للمخرج توجو مزراحي عام 1938، (قام بدور راكب قطار)

## وصلات خارجية
https://elcinema.com/person/1113186 إبراهيم عرفه
https://dhliz.com/artist/Kso_b01g3yg/ إبراهيم عرفه
https://karohat.com/Person/19777d13-3009-4b9b-aeba-1a965ae4ecca إبراهيم عرفه